# 1089

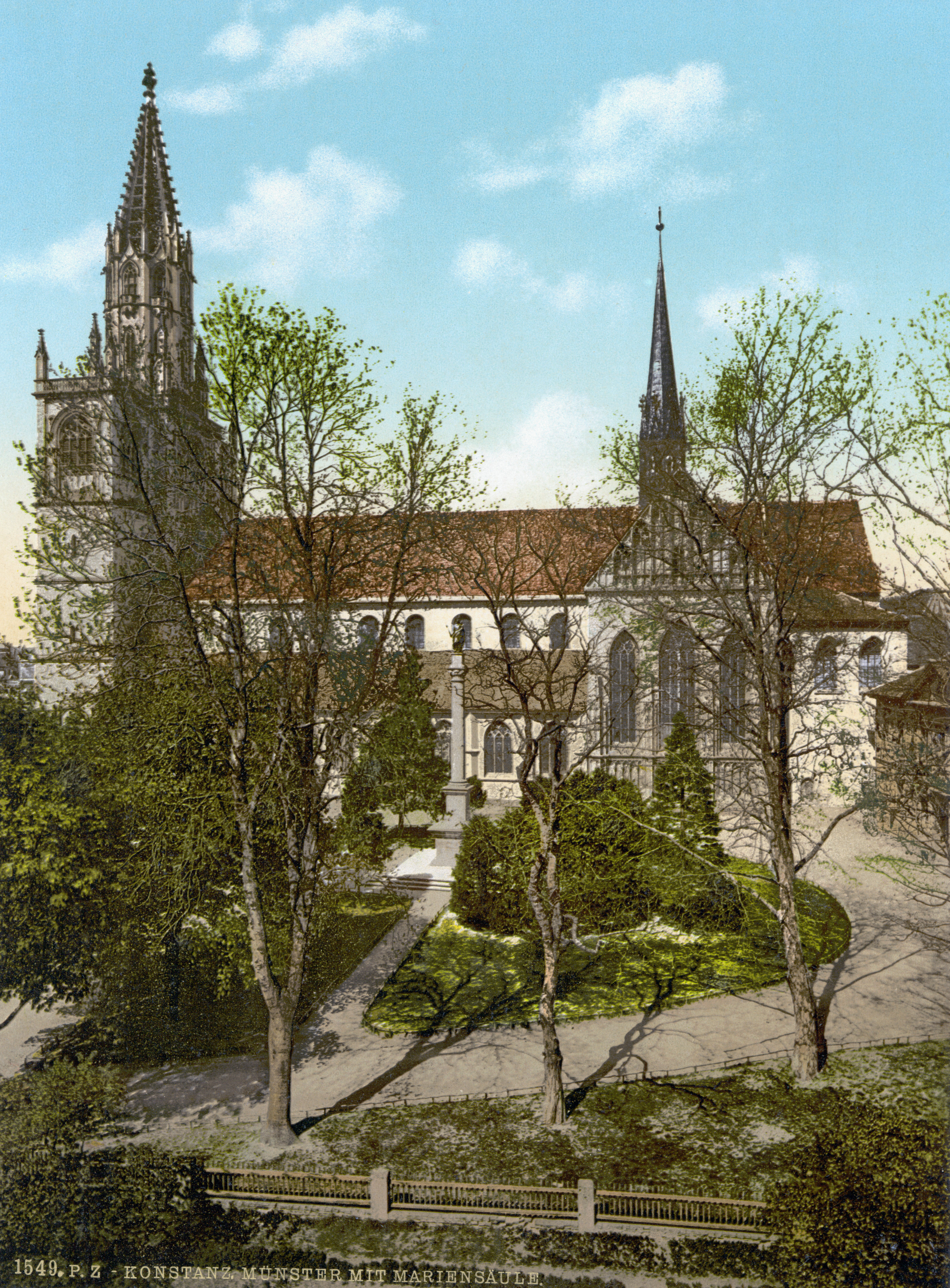
Munster van Konstanz

Het jaar 1089 is het 89e jaar in de 11e eeuw volgens de christelijke jaartelling.

## Gebeurtenissen
- 31 oktober - Graaf Robrecht II van Vlaanderen bekrachtigt, in naam van zijn vader Robrecht I van Vlaanderen, genaamd Robrecht de Fries, de rechten en erkent de bezittingen van het kapittel van Sint-Donaas.

zonder datum
- Bar wordt van bisdom tot aartsbisdom, het eerste Servische aartsbisdom.
- De munster van Konstanz wordt ingewijd.
- Keizer Hendrik IV trouwt met Eupraxia van Kiev.
- Welf V trouwt met Mathilde van Toscane.
- Voor het eerst genoemd: Chimay

## Opvolging
- Blois, Dunois en Meaux - Theobald III opgevolgd door zijn zoon Stefanus II
- aartsbisschop van Canterbury - Lanfranc opgevolgd door Anselmus
- Georgië - George II opgevolgd door zijn zoon David de Bouwer
- aartsbisdom Keulen - Sigwin van Are opgevolgd door Herman III van Hochstaden
- Kroatië - Dmitar Zvonimir opgevolgd door Stjepan II
- Neder-Lotharingen - Koenraad, de zoon van keizer Hendrik IV, opgevolgd door Godfried van Bouillon
- Meißen - Egbert II of Vratislav II van Bohemen opgevolgd door Hendrik I van Eilenburg
- Moravië-Olomouc - Boleslav opgevolgd door zijn neef Svatopluk
- Nevers - Reinoud II opgevolgd door zijn zoon Willem II
- Troyes - Theobald III van Blois opgevolgd door zijn zoon Odo III

## Geboren
- Abraham ibn Ezra, Spaans rabbijn en geleerde

## Overleden
- 24 mei - Lanfranc van Bec (~83), Italiaans theoloog, aartsbisschop van Canterbury (1070-1089)
- 31 mei - Sigwin van Are, aartsbisschop van Keulen (1079-1089)
- 30 september - Theobald III (~77), graaf van Blois, Dunois (1037-1089), Troyes en Meaux (1066-1089)
- Amalrik II, heer van Montfort
- Reinoud II (~34), graaf van Nevers (1079-1089)